# 天満のどか
天満 のどか（てんま のどか）は、日本の元プロレスラー。現役時代は東京女子プロレスに所属していた。岡山県津山市出身。
愛野ユキの姉。

## 経歴
2015年
- 5月23日 - 東京女子プロレス北沢タウンホール大会にて4人の練習生のうちの一人として紹介される。
- 12月12日 - 春日部ふれあいキューブ大会にて同じく練習生のゆう（仮）とのエキシビジョンマッチで敗北。試合後、2016年1月4日の後楽園ホール大会でのデビューが発表。合わせてリングネームを「のどかおねえさん」と発表。

2016年

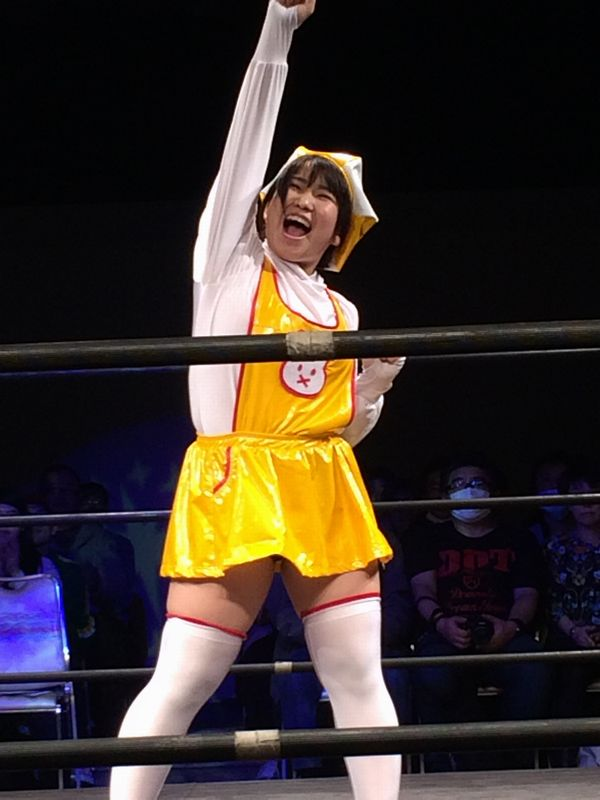
のどかおねえさん

- 1月4日 - 東京女子プロレス後楽園ホール大会にて、優宇戦でデビュー。腕極めケサ固めに敗北。
- 4月29日 - 横浜ラジアントホール大会での滝川あずさ戦で自身初勝利。
- 9月8日 - WRESTLE-1福島・鶴ヶ城体育館大会に参戦、才木玲佳と対戦しタワーブリッジに敗北。
- 11月13日 - DDTおかやま未来ホール大会にて、地元凱旋として山下実優との東京女子プロレス提供試合。

2017年
- 9月17日 - DDTおかやま未来ホール大会にて、地元凱旋として滝川あずさとの東京女子プロレス提供試合に勝利し、凱旋初勝利。

2018年
- 3月3日 - 成城ホールにて、優宇とのタッグ「BRAVE☆MATES」で沙希様＆アズサ・クリスティの保持するTOKYOプリンセスタッグ王座に挑戦するも惜敗。
- 6月3日 - 新宿村大会より始まった第5回東京プリンセスカップ開幕戦にてまなせゆうなに勝利。同トーナメントにおいて自身初の一回戦突破となる。
- 6月17日 - 成増アクトホール大会での第5回東京プリンセスカップ2nd ROUNDにて山下実優からシングル初勝利、準決勝進出。
- 7月8日 - 両国KFCホール大会での第5回東京プリンセスカップ準決勝にて優宇に破れトーナメント敗退。
- 7月17日 - 会見にて、「のどかおねえさん」を卒業することを発表。8.25後楽園大会より新たな名前・コスチューム・入場曲になることが発表される。
- 8月18日 - 名古屋市東スポーツセンター第2競技場大会にて最後のピンポンパン体操を披露。
- 8月20日 - 新リングネームが「天満 のどか」に決定。
- 10月3日 - 渋谷DESEO大会で実妹・愛野ユキとのタッグチーム名を「爆れつシスターズ」と発表。
- 10月8日 - 北沢タウンホール大会で坂崎ユカ・瑞希組の持つTOKYOプリンセスタッグ王座に爆れつシスターズで挑むも敗北。

2019年
- 2月17日 - DDT両国国技館大会に、アンダーマッチ枠で参戦[3]。乃蒼ヒカリにキルスイッチで勝利。
- 2月23日 - 新宿FACE大会で王者・山下実優の指名を受けTOKYOプリンセス・オブ・プリンセス王座に挑むも敗北。
- 7月13日 - 日本ガイシスポーツプラザ大会で沙希様・操組の持つTOKYOプリンセスタッグ王座に爆れつシスターズで挑むも敗北。

2020年
- 1月4日 - 後楽園ホール大会で辰巳リカ・渡辺未詩組の持つTOKYOプリンセスタッグ王座に爆れつシスターズで挑むも敗北。
- 11月7日 - TOKYO DOME CITY HALL大会で辰巳リカ・渡辺未詩組の持つTOKYOプリンセスタッグ王座に爆れつシスターズで挑み勝利[4]。

2021年
- 4月17日 - 後楽園ホール大会にて爆れつシスターズとしてプリンセスタッグ王座3度目の防衛戦を沙希様＆メイ・サン＝ミッシェルを相手に行うも敗北し防衛失敗となる。
- 8月28日 - 板橋グリーンホールで行なわれたUNIVERSE会員興行「プレ東京女子プロレス。5」にて、試合前に頭を打って人格が変わったことにより爆ワルシスターズの天満わるいとして試合に登場した。
- 12月6日 - 2022年3月26日の大手町三井ホール大会を以って卒業することを発表。卒業後は農家を目指す予定。

2022年
- 1月4日 - 後楽園ホール大会にて1日限定でのどかおねえさんとして復帰。バックフリップで原宿ぽむから勝利した。
- 3月26日 - 大手町三井ホール大会で東京女子プロレスを卒業、プロレス引退。
- 12月12日 - 関根龍一(プロレスリングBASARA)との結婚を発表。

## 人物
- 小学生時代より地元のミュージカル劇団に所属。高校時代は演劇部にも所属し、全国大会で賞を獲得。
- 妹と同じく作陽高校出身[5]。
- DDTが始めたプロレス教室に通い始め、後に東京女子の練習生となる。練習生時代の名前は「シオ（仮）」。
- 東京女子プロレスの会場に子供のファンがいないことから、ちびっこファン獲得のため「子供番組のお姉さん」というキャラクターを託されデビュー。また実家も子供に携わる仕事をしている。のどかおねえさん時代のキャッチコピーは「ママとあそぼう!」。
- 目標とするプロレスラーは東三四郎と男色ディーノ。
- 同日デビューの同期である優宇、小橋マリカと三人合わせて「未来少女」。優宇と二人でのタッグ名は「BRAVE☆MATES」であり略称はブレイツ。
- 嫌いな食べ物はトマト。
- リングネームの「天満」は出身地の岡山にある百貨店「天満屋」、学生時代を過ごした大阪の「天満」、神社「天満宮」に由来。
- いちばん好きなファーストフードはSUBWAY。
- 公表している身長は145cmだが2021年4月に病院で計測した結果は146.4cmとなっていた。[6]その後プロフィール上の身長は146.5cmとなっている。
- 好きな声優は関智一。

## 得意技
キル・スイッチ
天満のどかに改名以降のフィニッシャー。
バックフリップ
のどかおねえさん時代の主なフィニッシャー。カウンター式や雪崩式などバリエーションを持つ。
フォールアウェイ・スラム
クロスボディー・アタック
シングル時は膝立ちの相手に対し使用。爆れつシスターズでは愛野ユキを踏み台にして立っている相手もターゲットとする。
ショルダータックル
テキサスブルドーザー
カーブストンプ
天満のどかに改名以降の技。長座した相手へのランニング式ストンピング。原型とは異なり主に胸板を狙う。
WARスペシャル
シュミット流バックブリーカー
マッケンロー
膝裏へのラリアット。
ももじめ
自らの足を掴んで締め上げる変形の首4の字固め。
爆れつブルドッグ
天満のどかに改名以降の技。コーナートップからのワンハンド・ブルドッグ。爆れつシスターズではダブルインパクト式も使用。
フライング・ボディプレス
千年殺し
アトミックドロップ
千年殺しの追い打ちとして使用。
尻叩き
ピンポンパン体操
のどかおねえさん時代の入場後ルーティン。観客との子供番組風コール＆レスポンスの後にリングアナと共に踊る。

## タイトル歴
東京女子プロレス
- 第7代プリンセスタッグ王座（パートナーは愛野ユキ）

DDTプロレスリング
- アイアンマンヘビーメタル級王座（第1270代）

## 入場曲
Existence ／ 天満のどか
作詞も担当。
あつまりましたよッ!ピンポンパン ／ 酒井ゆきえ
のどかおねえさん時代の入場曲

## 出演

### モデル
- IDOL WRESTLER EXHIBITION アイドル×レスラー展（2018年3月13日 – 25日、銀座・ヴァニラ画廊）[8]
- 写真集「TABETAI SISTERS」(2019年1月4日発売、愛野ユキと共同。撮影：立花奈央子)